# محوطه مورچه جار
محوطه مورچه جار مربوط به سده‌های میانه دوران‌های تاریخی پس از اسلام است و در شهرستان سنقر، بخش مرکزی، روستای فارسینج واقع شده و این اثر در تاریخ ۱۱ مرداد ۱۳۸۴ با شمارهٔ ثبت ۱۲۴۵۴ به‌عنوان یکی از آثار ملی ایران به ثبت رسیده است.